# Novo Selo (Kupres RS, BiH)
Novo Selo je naseljeno mjesto u općini Kupres (RS), Republika Srpska, BiH.

## Povijest
Do potpisivanja Daytonskog mirovnog sporazuma bilo je dio istoimenog naseljenog mjesta u sastavu općine Kupres koja je ušla u sastav Federacije BiH.

## Stanovništvo
Nacionalni sastav stanovništva 2013. godine, bio je sljedeći:
ukupno: 123
- Srbi - 123